# Theodor Haagaas

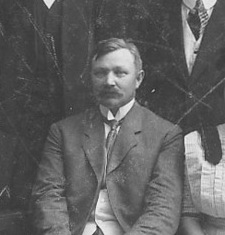
Theodor Christian Petersen Haagaas im Jahr 1911

Theodor Christian Petersen Haagaas (* 15. Juni 1873 in Tistedalen (Frederikshald); † 25. Dezember 1961 in Oslo) (Aussprache ['hɔɡɔs]) war ein norwegischer Mathematiker, Pädagoge und Gründer und Eigentümer der privaten Gymnasium Haagaas-Schule in Frogner in Oslo, die 1915 bis 1955 existierte.

## Wirken
Er galt in seiner Jugend als einer der Pioniere des Skisports in Norwegen. Er studierte Philosophie und Naturwissenschaften an der Königlichen Friedrichs-Universität in Christiania und war von 1897 bis 1902 Unterintendant (Leutnant) in der Königlichen Norwegischen Marine.
Er war von 1900 bis 1918 und erneut von 1920 bis 1944 Oberstudienrat (lektor) bzw. Studiendirektor (inspektør) an der Frogner-Schule und war auch Miteigentümer der Frogner-Schule und der Nissen-Mädchenschule 1913–1918. 1917 wurde er vom König im Staatsrat als Oberstudienrat an der Höheren Schule Drammens ernannt. Er war einer der beiden ursprünglichen Autoren des mathematischen Lehrbuches Haffner og Haagaas, das 1925–1979 herausgegeben wurde. Bei seinem Tod wurde er von der Zeitung Aftenposten als einer der bekanntesten norwegischen Pädagogen in seiner Lebenszeit bezeichnet.

## Privatleben
Er war Vater von vier Töchtern, u. a. der Widerstandskämpferin Henriette Bie Lorentzen. Er war Onkel des Verlegers Henrik Groth.

## Ehrungen
- Verdienstmedaille des Königs in Gold (1949)[4][5]